# Gran Premio motociclistico del Venezuela 1978
Il Gran Premio motociclistico del Venezuela fu il primo appuntamento del motomondiale 1978. Si svolse il 19 marzo 1978 presso l'Autodromo Internacional de San Carlos di San Carlos alla presenza di 20.000 spettatori (con una temperatura all'ombra di 40°), e corsero le classi 125, 250, 350 e 500.
In 500 (gara con 11 piloti alla partenza e 7 al traguardo) podio tutto composto da piloti alla guida di motociclette Suzuki.
Nella gara della 350 Takazumi Katayama approfittò dei ritiri di Gregg Hansford e Franco Uncini per vincere. Infortunati in prova Walter Villa e Sauro Pazzaglia.
Ottima prova di Kenny Roberts, vincitore senza difficoltà in 250.
La 125 vide l'esordio vittorioso della Minarelli, pilotata da Pier Paolo Bianchi. Dietro al riminese si piazzò Eugenio Lazzarini su MBA.

## Classe 500

### Arrivati al traguardo
| Pos. | Pilota            | Moto   | Tempo     | Punti |
| ---- | ----------------- | ------ | --------- | ----- |
| 1    | Barry Sheene      | Suzuki | 48' 21" 3 | 15    |
| 2    | Pat Hennen        | Suzuki | +21" 7    | 12    |
| 3    | Steve Baker       | Suzuki | +57" 3    | 10    |
| 4    | Steve Parrish     | Suzuki | +1 giro   | 8     |
| 5    | Roberto Pietri    | Yamaha | +2 giri   | 6     |
| 6    | Gerhard Vogt      | Yamaha | +3 giri   | 5     |
| 7    | Leandro Becheroni | Suzuki | +6 giri   | 4     |

### Ritirati
| Pilota            | Moto   | Motivo ritiro            |
| ----------------- | ------ | ------------------------ |
| Virginio Ferrari  | Suzuki | problemi al motore       |
| Takazumi Katayama | Yamaha | incidente                |
| Johnny Cecotto    | Yamaha | problemi agli pneumatici |
| Kenny Roberts     | Yamaha | problemi al motore       |

## Classe 350

### Arrivati al traguardo
| Pos. | Pilota            | Moto            | Tempo     | Punti |
| ---- | ----------------- | --------------- | --------- | ----- |
| 1    | Takazumi Katayama | Yamaha          | 48' 05" 5 | 15    |
| 2    | Patrick Fernandez | Yamaha          | +29" 7    | 12    |
| 3    | Paolo Pileri      | Morbidelli      | +41" 9    | 10    |
| 4    | Kork Ballington   | Kawasaki        |           | 8     |
| 5    | Patrick Pons      | Yamaha          |           | 6     |
| 6    | Christian Sarron  | Yamaha          |           | 5     |
| 7    | Éric Saul         | Yamaha          |           | 4     |
| 8    | Gianfranco Bonera | Yamaha          |           | 3     |
| 9    | Eduardo Alemán    | Yamaha          |           | 2     |
| 10   | Antonio Piccioni  | Yamaha          |           | 1     |
| 11   | Franco Solaroli   | Yamaha          |           |       |
| 12   | Barry Woodland    | Yamaha          |           |       |
| 13   | Carlos Cortes     | Harley-Davidson |           |       |
| 14   | Kent Rockwell     | Yamaha          |           |       |

### Ritirati
| Pilota                 | Moto       | Motivo ritiro |
| ---------------------- | ---------- | ------------- |
| E. Yskenderian         | Yamaha     |               |
| V. Battistini          | Yamaha     |               |
| Mick Grant             | Kawasaki   |               |
| Jean-Claude Hogrel     | Yamaha     |               |
| Mario Lega             | Morbidelli |               |
| F. Commaert            | Yamaha     |               |
| Felice Agostini        | Yamaha     |               |
| Vic Soussan            | Yamaha     |               |
| Olivier Chevallier     | Yamaha     |               |
| José Cecotto           | Yamaha     |               |
| Tom Herron             | Yamaha     |               |
| Gregg Hansford         | Kawasaki   |               |
| Ferruccio Dalle Fusine | Yamaha     |               |
| Vincenzo Cascino       | Yamaha     |               |
| Franco Uncini          | Yamaha     |               |
| Vinicio Salmi          | Yamaha     |               |

## Classe 250

### Arrivati al traguardo
| Pos. | Pilota                       | Moto       | Tempo     | Punti |
| ---- | ---------------------------- | ---------- | --------- | ----- |
| 1    | Kenny Roberts                | Yamaha     | 47' 15" 6 | 15    |
| 2    | Carlos Lavado                | Yamaha     | +0" 8     | 12    |
| 3    | Patrick Fernandez            | Yamaha     | +37" 3    | 10    |
| 4    | Olivier Chevallier           | Yamaha     | +43" 1    | 8     |
| 5    | Kork Ballington              | Kawasaki   | +43" 1    | 6     |
| 6    | Mario Lega                   | Morbidelli | +54" 9    | 5     |
| 7    | Anton Mang                   | Kawasaki   | +1' 04" 2 | 4     |
| 8    | Ted Henter                   | Yamaha     | +1' 35" 5 | 3     |
| 9    | Eduardo Alemán               | Yamaha     | +1 giro   | 2     |
| 10   | Vic Soussan                  | Yamaha     |           | 1     |
| 11   | Tom Herron                   | Yamaha     |           |       |
| 12   | Edoardo Elias                | Yamaha     |           |       |
| 13   | Ángel Nieto                  | Yamaha     |           |       |
| 14   | Fernando González De Nicolás | Yamaha     |           |       |
| 15   | Vinicio Salmi                | Yamaha     |           |       |
| 16   | Kent Rockwell                | Yamaha     |           |       |
| 17   | Carlos Morante               | Yamaha     |           |       |
| 18   | Patrick Betancourt           | Yamaha     |           |       |
| 19   | Andres Pérez Rubio           | Yamaha     |           |       |
| 20   | Riccardo Russo               | Yamaha     |           |       |
| 21   | M. Martinez                  | Yamaha     |           |       |

### Ritirati
| Pilota           | Moto            | Motivo ritiro |
| ---------------- | --------------- | ------------- |
| Barry Woodland   | Yamaha          |               |
| Claudio Lusuardi | Harley-Davidson |               |
| Paolo Pileri     | Morbidelli      |               |
| Éric Saul        | Yamaha          |               |
| Gregg Hansford   | Kawasaki        |               |
| F. Lusena        | Yamaha          |               |
| Franco Uncini    | Yamaha          |               |
| Mick Grant       | Kawasaki        |               |
| José Cecotto     | Yamaha          |               |

## Classe 125

### Arrivati al traguardo
| Pos. | Pilota              | Moto       | Tempo     | Punti |
| ---- | ------------------- | ---------- | --------- | ----- |
| 1    | Pier Paolo Bianchi  | Minarelli  | 46' 05" 5 | 15    |
| 2    | Eugenio Lazzarini   | MBA        | +44" 0    | 12    |
| 3    | Víctor León-Pacheco | Morbidelli | +1' 20" 6 | 10    |
| 4    | Alejandro Alemán    | Morbidelli | +1' 21" 8 | 8     |
| 5    | Riccardo Russo      | Morbidelli | +2 giri   | 6     |
| 6    | Claudio Granata     | Morbidelli | +2 giri   | 5     |
| 7    | Luigi Schiavone     | Morbidelli | +5 giri   | 4     |

### Ritirati
| Pilota              | Moto       | Motivo ritiro    |
| ------------------- | ---------- | ---------------- |
| Rafael Olavarria    | Morbidelli |                  |
| R. Moreira          | Yamaha     |                  |
| Guido Mancini       | Morbidelli | caduta           |
| J.I. Troisi         | Morbidelli |                  |
| Maurizio Massimiani | Morbidelli | rottura batteria |
| Claudio Lusuardi    | Morbidelli | rottura frizione |
| Ivan Palazzese      | Yamaha     | caduta           |
| Ángel Nieto         | Bultaco    | rottura motore   |
| Thierry Espié       | Motobécane |                  |
| Germano Zanetti     | Morbidelli | rottura motore   |

## Fonti e bibliografia
- La Stampa, 19 marzo 1978, pag. 19 e 20 marzo 1978, pag. 21
- Motociclismo maggio 1978, pagg. 132-139